# Trachysphyrus townesi
Trachysphyrus townesi là một loài tò vò trong họ Ichneumonidae.